# Narzole
Narzole é uma comuna italiana da região do Piemonte, província de Cuneo, com cerca de 3.301 habitantes. Estende-se por uma área de 26 km², tendo uma densidade populacional de 127 hab/km². Faz fronteira com Barolo, Bene Vagienna, Cherasco, La Morra, Lequio Tanaro, Novello, Salmour.

## Demografia
| Variação demográfica do município entre 1861 e 2011                               |
|                                                                                   |
| Fonte: Istituto Nazionale di Statistica (ISTAT) - Elaboração gráfica da Wikipedia |